# Мартинес, Вальтер (стрелок)
Ва́льтер Анто́нио Марти́нес Эрна́ндес (исп. Walter Antonio Martínez Hernández; род. 14 декабря 1967) — никарагуанский стрелок, специализирующийся в стрельбе из винтовки. Участник трёх Олимпиад. Дважды был знаменосцем сборной на церемониях открытия Олимпийских игр.

## Карьера
Профессиональную карьеру Вальтер Мартинес начал в 1994 году, а уже спустя два года смог отобраться на Олимпийские игры. На церемонии открытия он нёс флаг Никарагуа, а в рамках спортивной программы выступал только в стрельбе из пневматической винтовки. Там Мартинес набрал 566 очков из 600 возможных и занял последнее 44-е место.
В 1999 году на Панамериканских играх в Виннипеге никарагуанец до последнего боролся на медаль в стрельбе из малокалиберной винтовки лёжа, но остался четвёртым. Через год Вальтер второй раз выступал на Олимпиаде, где вновь нёс флаг своей страны. В стрельбе из пневматической винтовки он набрал 571 балл, но как и четыре года назад стал замыкающим в своей дисциплине.
Мартинес пропустил Игры в Афинах, а в 2008 году в Пекине выступил в двух видах стрелковой программы. В упражнении с пневматической винтовкой он набрал 569 баллов и стал предпоследним, опередив македонца Сашо Несторова. В стрельбе из винтовки лёжа Мартинес набрал 576 и разделил последнее место с египтянином Мохаммедом.